# Levomilnaciprano
Levomilnaciprano é um inibidor de recaptação de serotonina e noradrenalina. Quimicamente, levomilnaciprano é o enantiómero 1S, 2R do milnaciprano. Levomilnaciprano foi  aprovado pela FDA (EUA) em 25 de julho de 2013.
Levomilnaciprano, o enantiômero mais ativo do inibidor da recaptação da serotonina e da norepinefrina (ISRSN) milnaciprano, foi recentemente aprovado nos EUA para o tratamento do transtorno depressivo maior.  O fármaco foi desenvolvido como uma formulação de cápsula de libertação prolongada (ER) para permitir uma administração uma vez por dia, melhorando assim a adesão do paciente.  Este agente difere de outros ISRSNs disponíveis em ter uma maior potência para inibição da Norepinefrina em relação à recaptação da Serotonina.
Levomilnaciprano é um antidepressivo inibidor seletivo da recaptação de serotonina e norepinefrina (ISRSN).
Levomilnaciprano é usado para tratar o Transtorno depressivo maior.
Milnaciprano (Savella) é usado para a Fibromialgia. Levomilnaciprano não deve ser usado para tratar a fibromialgia.

## Mecanismo de ação
Levomilnaciprano liga-se com alta afinidade aos transportadores humanos de serotonina (5-HT) e norepinefrina (NE) (Ki = 11 e 91 nM, respectivamente).  Ele inibe potentemente e seletivamente a recaptação de 5-HT e NE (IC50 = 16-19 e 11 nM, respectivamente).  Levomilnaciprano não se liga a nenhum outro receptor, canal iônico ou transportador, incluindo receptores serotonérgicos (5HT1-7), α e β adrenérgicos, muscarínicos ou histaminérgicos e Ca2 +, Na +, K + ou Cl-canais em um grau significativo.  Levomilnaciprano não inibiu a Monoamina oxidase (MAO).  Além disso, levomilnaciprano não prolonga o intervalo QTc para uma extensão clinicamente relevante.

## Indicações
Fetzima (levomilnaciprano) é especificamente indicado para o tratamento do Transtorno depressivo maior.

## Dose
Levomilnaciprano deve ser tomado uma vez ao dia na mesma hora do dia, com ou sem alimentos.  A dosagem inicial é de 20 mg por dia durante dois dias e, em seguida, aumenta para 40 mg por dia.  Com base na tolerabilidade e eficácia, a dosagem pode ser aumentada em 40 mg a cada dois dias até uma dose máxima de 120 mg por dia.

## Marca
Fetzima

## Interações medicamentosas
Podem ocorrer uma interação com os inibidores da MAO, que incluem Isocarboxazida, Linezolida, injeção de azul de metileno, Fenelzina, Rasagilina, Selegilina e Tranilcipromina.
Anti-inflamatório não esteroide (AINES).  Aspirina, Ibuprofeno (Advil, Motrin), Naproxeno (Aleve), celecoxib (Celebrex), Diclofenaco, indometacina, meloxicam.
- Sibutramina;
- tramadol;
- Erva-de-são-joão.[2]

## Efeitos colaterais
Levomilnaciprano é geralmente bem tolerado, mas podem ocorrer:
- náusea
- Prisão de ventre
- suor excessivo
- mudanças na freqüência cardíaca e pressão arterial
- disfunção erétil
- vômito
- mudanças no desejo sexual
- diminuição do apetite.[10]

## História
Levomilnaciprano foi descoberto pela empresa Francesa Laboratoires Pierre Fabre e é licenciado para Forest Laboratories para os EUA e Canadá.
Predefinição:Refêrencias
1. ↑  Muscatello, Antonio  Bruno,  Paolo  Morabito,  Edoardo  Spina and   Maria Rosaria (31 de janeiro de 2016). «The Role of Levomilnacipran in the Management of Major Depressive Disorder: A Comprehensive Review». Current Neuropharmacology (em inglês). 14 (2)
2. 1 2  «levomilnacipran - Health Library - GastroIntestinal Specialists | Shreveport, LA». gis.md. Consultado em 10 de março de 2018
3. ↑  «levomilnacipran». www.myactivehealth.com (em inglês). Consultado em 10 de março de 2018
4. ↑  «Levomilnacipran». www.drugbank.ca. Consultado em 10 de março de 2018
5. ↑  «Fetzima New FDA Drug Approval | CenterWatch». www.centerwatch.com (em inglês). Consultado em 10 de março de 2018
6. ↑  Zaman, Samira; McLaughlin, Maura R. (15 de outubro de 2015). «Levomilnacipran (Fetzima) for Major Depressive Disorder». American Family Physician (em inglês). 92 (8). ISSN 0002-838X
7. ↑  «Levomilnacipran (Oral Route) Description and Brand Names - Mayo Clinic». www.mayoclinic.org (em inglês). Consultado em 10 de março de 2018
8. ↑  «levomilnacipran | Michigan Medicine». www.uofmhealth.org (em inglês). Consultado em 10 de março de 2018
9. ↑  «levomilnacipran Internal Medicine Physicians of the North Shore | Great Boston North Shore». www.impns.org (em inglês). Consultado em 10 de março de 2018
10. ↑  «Levomilnacipran - Cancer Care of Western New York». www.cancercarewny.com. Consultado em 10 de março de 2018
11. ↑  «Forest Laboratories, Inc. and Pierre Fabre Medicament Announce Positive Phase III Results For Levomilnacipran in Patients with Major Depressive Disorder | FierceBiotech». www.fiercebiotech.com (em inglês). Consultado em 10 de março de 2018